# Mystacides absimilis
Mystacides absimilis är en nattsländeart som beskrevs av Yang och Morse 1997. Mystacides absimilis ingår i släktet Mystacides och familjen långhornssländor. Inga underarter finns listade i Catalogue of Life.